# Lista episoadelor din Vizitatorii

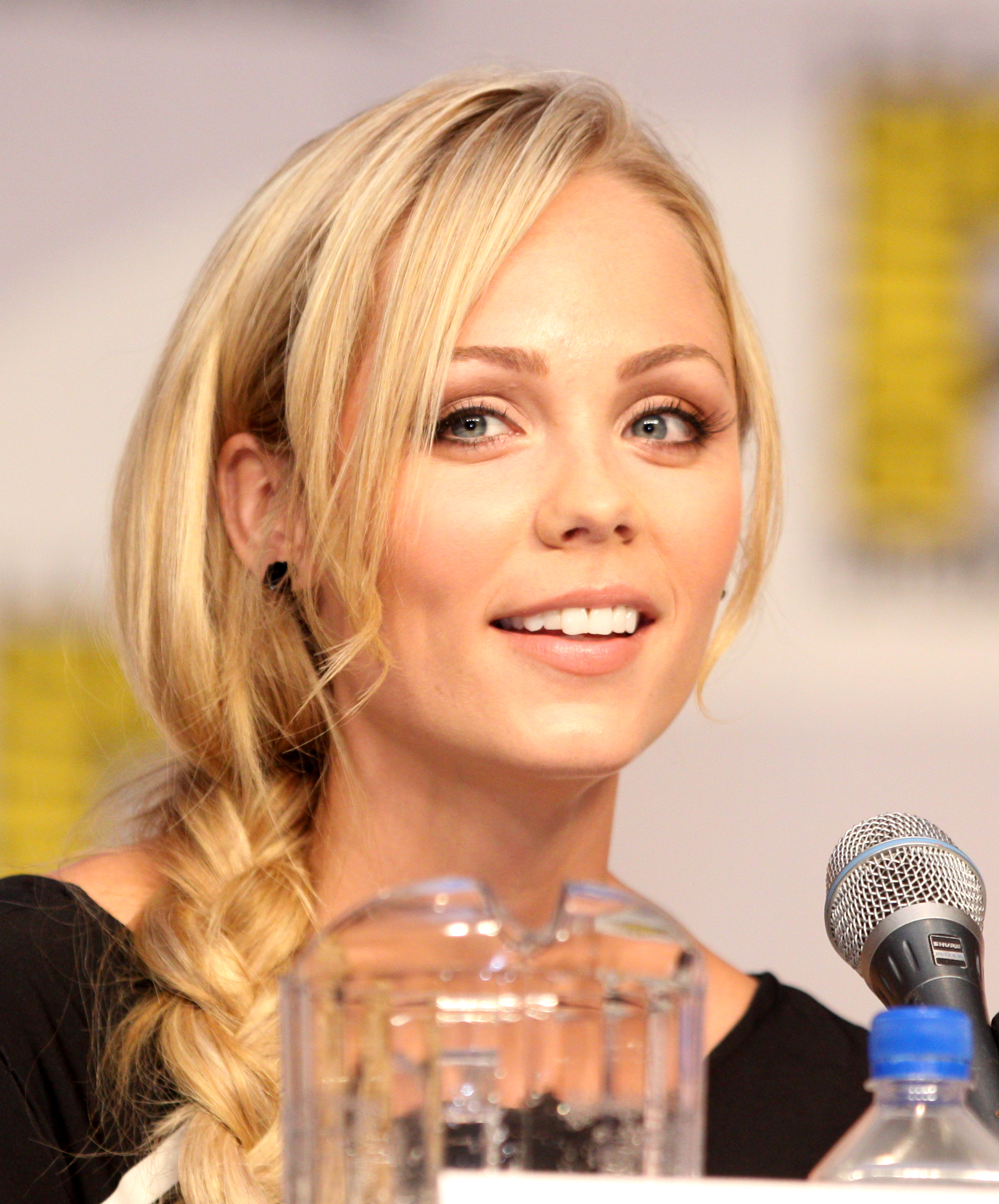
Laura Vandervoort este Lisa, fiica reginei extraterestre Ana

Aceasta este o listă de episoade din serialul Vizitatorii.

## Rezumat
| Sezonul | Sezonul | Episoade | Premiera           | Premiera            | Premiera pe DVD și Blu-ray | Premiera pe DVD și Blu-ray | Premiera pe DVD și Blu-ray |
| Sezonul | Sezonul | Episoade | Premiera sezonului | Sfârșitul sezonului | Regiunea 1                 | Regiunea 2                 | Regiunea 4                 |
| ------- | ------- | -------- | ------------------ | ------------------- | -------------------------- | -------------------------- | -------------------------- |
|         | 1       | 12       | 3 noiembrie 2009   | 18 mai 2010         | 2 noiembrie 2010           | 18 octombrie 2010          | 27 octombrie 2010          |
|         | 2       | 13       | noiembrie 2010     | 15 martie 2011      | N/A                        | N/A                        | N/A                        |

## Lista de episoade

### Sezonul 1
1. "Pilot", premiera: 3 noiembrie 2009
2. "There Is No Normal Anymore"
3. "A Bright New Day"
4. "It's Only the Beginning"
5. "Welcome to the War"
6. "Pound of Flesh"
7. "John May"
8. "We Can't Win"
9. "Heretic's Fork"
10. "Hearts and Minds"
11. "Fruition"
12. "Red Sky", premiera: 18 mai 2010

### Sezonul 2
Au fost anunțate 13 episoade, dar au fost realizate doar 10 episoade Charles Mesure, care-l interpretează pe Kyle Hobbes, a fost prezent în toate episoadele sezonului. Jane Badler apare în rolul Dianei, mama reginei Anna și fosta conducătoare a Vizitatorilor. Este ucisă de propria fiică în ultimul episod al sezonului.
1. "Red Rain"
2. "Serpent's Tooth"
3. "Laid Bare"
4. "Unholy Alliance"
5. "Concordia"
6. "Siege"
7. "Birth Pangs"
8. "Uneasy Lies the Head"
9. "Devil in a Blue Dress"
10. "Mother's Day" - premiera pe 15 martie 2011. Episodul a fost vizionat în Statele Unite de 5,51 milioane de telespectatori[10].